# Легиспруденция
Легиспруденция (лат. Legisprudentia) это теория права, которая рассматривает роль законодателя в государственном управлении и законодательном процессе.
Легиспруденция получает свое распространение в Европе в последней четверти XX века. Зачатки ее были заложены еще в Древней Греции, а сам термин известен российской науке с 1768 года.
Легиспруденция изучает проблемы соотношения качества и количества правовых норм. Легиспруденция предлагает решения, как улучшить прогнозирование последствий принятия правовых норм, что позволяет избежать непредвиденных и неблагоприятных эффектов.